# Збытин
Збытин (укр. Збитин) — село в Семидубской сельской общине Дубенского района Ровненской области Украины.
Население по переписи 2001 года составляло 252 человека. Почтовый индекс — 35652. Телефонный код — 3656. Код КОАТУУ — 5621681602.